# 周錫漢
周錫漢（1982年7月7日—），香港流行曲音樂人；早年就讀浸信會呂明才小學，中學階段到加拿大升學，2000年畢業於高貴林港Terry Fox Secondary School。他入讀小學期間是欖球隊成員。2006年曾經加盟BMA旗下，並與徐浩及簡俊毅組成組合V，後因唱片公司決策原因，周錫漢主要擔任幕後製作，並與Edward Chan共同合作。早期主要以Man Keung或Randy Chow發表作品，2014年起以周錫漢的名字發表作品。
近年，周錫漢主要與Edward Chan、徐浩等樂手合作，而常合作的歌手包括周柏豪、JW等。2020年與友人在YouTube建立兒童學習頻道「Balloon Boon」。

## 幕後作品

### 2006年
| - V - How Deep Is Your Love（曲／周錫漢、徐浩編） |

### 2007年
| - HotCha - Vanilla（周錫漢、徐浩編） - HotCha - 白色手機（周錫漢、徐浩編） - V - 我82•妳74（曲／周錫漢、徐浩編） - V - 有機情人（曲／編） | - 胡 琳 - 人魚之歌（Soul Version）（周錫漢、徐浩編） - 鄭秀文 - Mi（Edward Chan、周錫漢編） - 鄭秀文 - Mi（國）（Edward Chan、周錫漢編） |

### 2008年
| - HotCha - 小野蠻（周錫漢、徐浩、Edward Chan編） - HotCha - 簡簡單單（周錫漢、徐浩、Edward Chan編） - HotCha - 八八伴（周錫漢、徐浩、Edward Chan編） - HotCha - 我要最喜愛的（Edward Chan、周錫漢、徐浩編） - V - 南華歌（周錫漢、徐浩曲／編） - 狄易達 - Just Go（周錫漢、徐浩、Edward Chan編） - 狄易達 - 逃避現實（周錫漢、徐浩、Edward Chan編） - 狄易達 - Just Go（霹靂舞士Mix）（周錫漢、徐浩、Edward Chan編） | - 周麗淇 - 良民皆保（周錫漢、徐浩編） - 周麗淇 - 輕飄飄（周錫漢、徐浩編） - 胡杏兒 - 浪漫世紀（周錫漢、徐浩編） - 胡杏兒、王浩信 - 哪時此刻（周錫漢、徐浩編） - 麥家瑜 - 殺死我的溫柔（Remix）（編） - 楊千嬅 - 大慈善家（Edward Chan、周錫漢、徐浩編） - 楊千嬅 - 啦啦誇啦啦（Edward Chan、周錫漢、徐浩編） - 鍾鎮濤、關心妍、周麗淇、車婉婉、謝文雅、V、余翠芝、南華球星 - 時來運到（Edward Chan、周錫漢、徐浩編） |

### 2009年
| - HotCha - 然後會想起你（Edward Chan、周錫漢、徐浩編） - HotCha - 對我有感覺（Edward Chan、周錫漢、徐浩編） - HotCha - 流淚會被感染的（Edward Chan、周錫漢、徐浩編） - HotCha - Boy Friend（Edward Chan、周錫漢、徐浩編） - HotCha - 兩個人心動（Edward Chan、周錫漢、徐浩編） - 方皓玟 - Dress Up（周錫漢、徐浩、Edward Chan編） - 方皓玟 - Take A Bath（周錫漢、徐浩、Edward Chan編） | - 江若琳 - Show You（Edward Chan、周錫漢、徐浩編） - 江若琳 - 愛的表現（Edward Chan、周錫漢、徐浩編） - 李 玟 - 美麗的主題曲（方大同、周錫漢、徐浩編） - 狄易達 - 一天一粒糖（Edward Chan、周錫漢編） - 狄易達 - 霹靂干戈（Wants To Move Mix）（Edward Chan、周錫漢編） - 周 蕙 - 他是誰（編） - 薛凱琪 - 噗噗跳（周錫漢、徐浩、Edward Chan編） |

### 2010年
| - C君 - 偉大航道（周錫漢、徐浩編／周錫漢、C君監） - C君 - 阿遲（編／周錫漢、C君監） - C君 - Good People（編／周錫漢、C君監） - C君 - 英雄（周錫漢、C君、Edward Chan編／周錫漢、C君監） - C君、方大同 - 吹摯友（周錫漢、方大同編／周錫漢、C君監） | - C君、龔柯允 - 月老（編／周錫漢、C君監） - 狄易達 - 可多不可少（Edward Chan、周錫漢編） - 張敬軒 - 詩郵寄（Cousin Fung、Edward Chan、周錫漢、徐浩編） - 楊千嬅 - 呼吸需要（Edward Chan、周錫漢編） - 鄧穎芝 - 變臉（Edward Chan、周錫漢、徐浩編） |

### 2011年
| - 王菀之 Feat. 林海峰 - 好驚異蕃娜（Edward Chan、周錫漢、徐浩曲／Edward Chan、周錫漢、徐浩、李一丁編） - 周柏豪 - 今天應該很快樂（曲） - 林海峰 - 我好驚（Edward Chan、周錫漢、徐浩曲／編） - 林海峰 Feat. Angelita - 船頭驚鬼船尾驚賊船中驚隻飛曱甴（Edward Chan、周錫漢、徐浩曲／Edward Chan、周錫漢、李一丁、Chan Siu Kei編） - 洪卓立 - 完美口味（周錫漢、徐浩編／周錫漢、徐浩、C君、蘇耀宗監） | - 連詩雅 - 讓我享受談戀愛（Edward Chan、周錫漢、徐浩編） - 潘瑋柏 - 小小螞蟻（周錫漢、徐浩編） - 鄧穎芝 - BOOM BOOM（Edward Chan、周錫漢、徐浩編） - 鄧穎芝 - 不不快樂（Edward Chan、周錫漢、徐浩編） |

### 2012年
| - HotCha - Hot Lady（Edward Chan、周錫漢編／監） - HotCha - 小桃園（Edward Chan、周錫漢編／監） - HotCha - 前度（Edward Chan、周錫漢編／監） - 石詠莉 - 芭比說（徐浩、周錫漢曲／編／監） - 石詠莉 - 一個人的旅行（徐浩、周錫漢曲／編／監） - 許志安 - 我想真的愛你（周錫漢、徐浩編） - 連詩雅 - 到此為止（周錫漢、徐浩、黃兆銘編／周錫漢、Edward Chan、周柏豪監） - 彭永琛 － 天天樂天 (周錫漢、徐浩編／監） - 楊千嬅 - 孔雀（Edward Chan、周錫漢、黃兆銘編） - 農 夫 - 重新找到你（周錫漢、徐浩編／監） | - 農 夫 - 複製人（周錫漢、徐浩編／監） - 農 夫 - Hi Auntie （周錫漢、徐浩編／監） - 農 夫 - 全民合拍（周錫漢、徐浩編／監） - 農 夫 - 雙囍臨門（周錫漢、徐浩編／監） - 農 夫 - 狠狗羊（周錫漢、徐浩編／監） - 農 夫 - 心跳回憶（周錫漢、徐浩編／監） - 農 夫 - 你的志願（周錫漢、徐浩編／監） - 農 夫 - 同伴（周錫漢、徐浩編／監） - 農 夫 Feat. DJ Tommy - 有型仕（周錫漢、DJ Tommy編／周錫漢、徐浩監） |

### 2013年
| - 周柏豪 - 我的宣言（Randy Chow、黃兆銘編／Edward Chan、Randy Chow、周柏豪監） - 符家浚 - 人生不是一份工（編／周錫漢、徐浩曲／監） - 符家浚 - 自動棄權（編／周錫漢、徐浩監） | - 陳柏宇 - 測謊機（編） - 蔡卓妍 - 錯過（編／徐浩、周錫漢監） |

### 2014年
| - 周柏豪 - 異能（曲／編／周錫漢、Edward Chan監） - 周柏豪 - 著地（編／周錫漢、Edward Chan、周柏豪監） - 周柏豪 - 傳聞（周錫漢、黃兆銘編／周錫漢、Edward Chan、周柏豪監） - 周柏豪 - 小孩（編／周柏豪、周錫漢、齊樂平曲／周錫漢、Edward Chan監） - 周柏豪 - 自由意志（編／周錫漢、Edward Chan、周柏豪監） - 周柏豪 - 莫失莫忘（編／周錫漢、Edward Chan監） - 周柏豪 - 還記得（周錫漢、黃兆銘編／周錫漢、Edward Chan監） - 周柏豪 - 歹角（曲／周錫漢、何山編／周錫漢、Edward Chan監） - 周柏豪 - 阿鈍（編／周錫漢、Edward Chan監） - 周柏豪 - 現在已夜深（周錫漢、Edward Chan監） | - 周柏豪 - 關於我們（編／周錫漢、Edward Chan監） - 周柏豪 - 你是我的未來（編／周錫漢、Edward Chan、周柏豪監） - 周柏豪 - 小白（編／監） - 周柏豪、連詩雅 - 日落日出（周錫漢、黃兆銘編／周錫漢、徐浩、Edward Chan監） - 周柏豪、連詩雅 - 日落日出（Christmas Morning Remix）（周錫漢、徐浩編／監） - 周慧敏 - 石頭雨（周錫漢、黃兆銘編／徐浩、周錫漢監） - 林奕匡 - 咫尺（周錫漢、Edward Chan編） - 張智霖 - 夢中見（編／Edward Chan、周錫漢監） - 張智霖 - 每日一格（徐浩、周錫漢編／監） - 蘇永康 - 有愁必抱（編） |

### 2015年
| - A2A - Love Me（編／周錫漢、Charles Lee曲／周錫漢、徐浩監） - JW - 矛盾一生（監／周錫漢、黃兆銘編） - Twins - LOL（徐浩、周錫漢、Nadir Benkahla、Saeed Molavi監） - Twins - TGIF（徐浩、周錫漢、Dimitri Tikovoi監） - Twins - SNS（徐浩、周錫漢編／監） - Twins - emoji（徐浩、周錫漢監） - 周柏豪 - 前言（監） - 周柏豪 - 上次講到（曲／編／監） - 周柏豪 - 百年不合（監／周錫漢、黃兆銘編） - 周柏豪 - 我不動（監） - 周柏豪 - 天不怕地不怕（編／監） - 周柏豪 - 犯同樣的錯（編／監） | - 周柏豪 - 相安無事（編／監） - 周柏豪 - 天下大亂（編／監） - 周柏豪 - 露齒（曲／監／周錫漢、Padget Nanton III、Jon Reshard編） - 周柏豪 - 磨牙（監／周錫漢、黃兆銘編） - 周柏豪 - 鞦韆（編／監） - 陳柏宇 - 我瞞你們（編／周錫漢、Charles Lee曲／周錫漢、徐浩監） - 陳柏宇 - 宇季（編） - 楊千嬅 - 房間號碼（編） - 楊千嬅 - 風起了（編） - 關心妍 - 關家姐（曲／編／周錫漢、徐浩監） - 關心妍 - 人生銀行（周錫漢、黃兆銘編／周錫漢、徐浩監） |

### 2016年
| - JW - 多少年（監／周錫漢、黃兆銘編） - JW - 自由飛翔（監／周錫漢、黃兆銘編） - JW - 太空人（監／周錫漢、Jon Reshard曲／編） - JW - Stupid BOII（監） - JW - Runaway（監） - JW - 小故事（監／周錫漢、黃兆銘編） - 方大同 - Ring Finger（方大同、周錫漢曲） - 安俊豪 - 高下懸危（監） | - 狄易達 - 弗雷德之夢（編／周錫漢、徐浩監） - 周柏豪 - 不可能（編／監） - 林海峰 - 逆風速遞（編／監） - 泳 兒 - 我的情書（徐浩、周錫漢編／監） - 張智霖 - Hero（編／周錫漢、徐浩監） - 陳詠謙 - 脂肪葡萄（編／監／陳詠謙、齊樂平、周錫漢曲） - 衛 蘭 - 穿花蝴蝶（曲／編／監） |

### 2017年
| - JW - 安全感（監／周錫漢、黃兆銘編） - JW - 你帶著我的青春離去（Cousin Fung、黃兆銘、周錫漢編／周錫漢、Cousin Fung監） - JW、吳業坤 - 原來只因深愛著（監／周錫漢、黃兆銘編） - Robynn & Kendy – 世界對我們（監／周錫漢、黃兆銘編） - 石詠莉 - 以前（監／周錫漢、黃兆銘編） - 周柏豪 – Touchscreen（編／監） - 周柏豪 – 怒花（編／監／周錫漢、Charles Lee曲） - 周柏豪 – 天網（周錫漢、黃兆銘編／何哲圖、周錫漢監） - 周柏豪 Feat. Shimica – How Do I Look（曲／編／監） - 林若盈 – 自療（徐浩、周錫漢監） - 雨 僑 – 花季（監／周錫漢、黃兆銘編） | - 胡鴻鈞 – 情人自擾（監／周錫漢、黃兆銘編） - 張子 – 也許我們倦了吧（監） - 許廷鏗 – 感覺良好（監／周錫漢、黃兆銘編） - 連詩雅 – 不會有事的（周錫漢、徐浩、黃兆銘編） - 陳詠謙 – 不趕時間（曲／編／監） - 黃淑蔓 – 那一年零一個月（監／周錫漢、黃兆銘編） - 楊千嬅 - 余春嬌（周錫漢、黃兆銘編） - 蔡卓妍、周柏豪 - 請你愛我（徐浩、周錫漢編／監） - 衛 蘭 - 驗傷（曲／監／周錫漢、雷柏熹編） - 衛 蘭 - 一塵不染（曲／編／監） - 鄭 融 – I'll Be With You（監／周錫漢、黃兆銘編） - 鄭 融 – 心頭大石（監／周錫漢、Dough-boy編） |

### 2018年
| - JW - 維多利亞（編／監） - JW - 主宰（監） - Robynn & Kendy - 未來紀念館（監／Cousin Fung、周錫漢編） - Robynn & Kendy - 青春終老（監／周錫漢、Cousin Fung編） - Robynn & Kendy - 荷光（監） - 周柏豪 - 男人背後（監／周錫漢、黃兆銘編） - 周柏豪 - 老少平安（監／周錫漢、黃兆銘編） - 周柏豪 - 乒乓（監／周錫漢、黃兆銘編） - 周柏豪 - 比薩斜塔（監／Jose Manuel Moles、周錫漢編） - 周柏豪 - 最後召集（監／Daniel Sherman、周錫漢編） | - 周柏豪 - 烏托邦（周錫漢、黃兆銘編／何哲圖、周錫漢監） - 周柏豪 - 米飯香（監／周錫漢、黃兆銘編） - 周柏豪、楊千嬅 - 背後女人（監／周錫漢、黃兆銘編） - 林二汶 - 愛情是一種法國甜品（周錫漢、黃兆銘編／于逸堯、周錫漢、林二汶監） - 雨 僑 Feat. 羅力威 - 晴空塔（監／周錫漢、黃兆銘編） - 胡鴻鈞 - 偉業街（監／周锡漢、黃兆銘編） - 許廷鏗 - 停半分鐘聽一闋歌（逸堯、周錫漢監） - 陳柏宇 - 中佬旅行團（Song Jaekyung、周錫漢、Kim Jin Ah編／Edward Chan、周錫漢監） - 楊千嬅 - 夢裡人（周錫漢、黃兆銘編／逸堯、周錫漢監） - 鄧月平 - 最佳演員（曲／監／周錫漢、黃兆銘編） |

### 2019年
| - ONE PROMISE - 壹步（監） - ONE PROMISE - 當這地球沒有鐘（監） - 周柏豪 - 讓愛高飛（周錫漢、黃兆銘編／何哲圖、周錫漢監） - 許廷鏗 - 我們與愛的距離（周錫漢、黃兆銘編／周錫漢、逸堯監） - 陳詩欣 - 超連結（曲／周錫漢、曾國綸編／周錫漢、徐浩監） - 馮允謙 - 聲音導航（監／周錫漢、黃兆銘編） - 馮允謙 - 山旮旯（監／周錫漢、黃兆銘編） | - 馮允謙 - Full Moon Party（監） - 馮允謙 - 尋找白金漢（監／周錫漢、黃兆銘編） - 馮允謙 Feat. 黃淑蔓 - 尋找白金漢之You're My Buckingham（監／周錫漢、黃兆銘編） - 衛 詩 - 幸福相擁（監） - 衛 詩 - 了解中（編／監） - 鄭欣宜 - 救命歌（監／黃兆銘、周錫漢編） |

### 2020年
| - ONE PROMISE - 寂寞的怪獸（監） - ONE PROMISE、佩 男 - 寂寞的怪獸（一對怪獸版）（監） - 何雁詩 - 絕望時請點播（監） - 周柏豪 - 劫後餘生（監／周錫漢、黃兆銘編） - 林欣彤 - 無名指的勇氣（監／周錫漢、黃兆銘編） - 林家謙 - 特倫斯夢遊仙境（周錫漢、林家謙監） - 洪嘉豪 - 自問自答（監／周錫漢、黃兆銘編） | - 洪嘉豪 - 窮小子（監／周錫漢、黃兆銘編） - 許廷鏗 - 痛（編／監） - 馮允謙 - A New Day（監／JNYBeatz、周錫漢、馮允謙編） - 馮允謙 - 遠在眼前（監／周錫漢、黃兆銘編） - 馮允謙 - 小康（監／周錫漢、馮允謙編） - 馮允謙 - Days, They've Gone Too Soon（監／周錫漢、馮允謙編） - 衛 詩 - 分手第二天（編／監） |

### 2021年
| - JB - 得個等（JB、周錫漢、梁戈華、陳兆基、李一丁編／JB、周錫漢、李一丁監） - MC張天賦 - Good Time（監／Vigilant Nation、周錫漢編） - MIRROR - BOSS（Edward Chan、徐浩、周錫漢、李一丁監） - 何雁詩 - 灰夠（監／周錫漢、黃兆銘編） - 吳嘉禧 - 逐步拾回自己（監／周錫漢、黃兆銘編） - 周柏豪 - 過關（監／周錫漢、黃兆銘編） - 林欣彤 - 修養動物（徐浩、周錫漢編） - 泳 兒 - 天黑黑（監／周錫漢、黃兆銘編） | - 洪嘉豪 - 幾分鐘的約會（監／周錫漢、黃兆銘編） - 洪嘉豪 - 謎之微笑（監／周錫漢、SOHO編） - 洪嘉豪 - 逆時車站（曲／編／監） - 楊千嬅 - 你會愛的人（于逸堯、周錫漢、楊千嬅監） - 楊千嬅 - 愛過你的人（于逸堯、周錫漢、楊千嬅監） - 衛 詩 - 面對後悔的各種方法（曲／監／周錫漢、黃兆銘編） - 衛 詩 - 想改寫的事（監） |

### 2022年
| - 《聲夢傳奇》學員、《聲夢傳奇2》學員 - Hat Trick（監） - ANSONBEAN - RISE（監） - ANSONBEAN - OMG (on my grind)（監） - ANSONBEAN - LOVE / PAIN（監） - JW - 納斯卡線（監／周錫漢、黃兆銘編） - HANA菊梓喬 - 愛無餘地（曲／監／周錫漢、黃兆銘編） - MC張天賦、洪嘉豪 - 觸電（周錫漢、徐浩監） - MC張天賦、洪嘉豪 - Frenemy（周錫漢、徐浩曲／編／監） - ONE PROMISE - I'll Be Fine（Joey Tang、周錫漢監） - ONE PROMISE - I'm Sorry（Joey Tang、周錫漢監） - ONE PROMISE - 願意等你（Joey Tang、周錫漢監） - ONE PROMISE - 壹步（Rap Version）（監） - ONE PROMISE - 當這地球沒有鐘（Rap Version）（監） - ONE PROMISE - 懷念晴朗的雨天（Rap Version）（監） - ONE PROMISE - 願意等你（Rap Version）（Joey Tang、周錫漢監） - ONE PROMISE - 明年見（Rap Version）（監） | - ONE PROMISE - 寂寞的怪獸（Rap Version）（監） - 江𤒹生、楊樂文 - Fight Your Corner（監） - 何晉樂 - 無證騎士（曲／監／周錫漢、黃兆銘編） - 吳若希 - 慢鏡（曲／編／監） - 吳嘉禧 - 而這麼多年以後（監） - 林海峰 - 重要嘅嘢講三次（曲／編／監） - 洪嘉豪 - 及時行樂（徐浩、黃兆銘、周錫漢、陳兆基、Jason Kui、李一丁編） - 洪嘉豪 - 還原淚（曲／監／周錫漢、黃兆銘編） - 馮允謙 - 給缺席的人唱首歌（編／監） - 馮允謙 - 給缺席的人唱首歌（Have A Jay Time Live Version）（編／監） - 黃筠兒 - Good Vibes Only（監） - 譚嘉儀 - 不散（曲／編／監） - 關心妍 - 約（監／周錫漢、黃兆銘編） - 蘇麗珊 - 年輕的事頭婆（曲／編／監） - 蘇麗珊 - 愛情只是藝術品（編／監） |

### 2023年
| - JW - 分手後的自癒療程（監） - MC張天賦 - 與我無關（監） - Nancy Kwai - You took my breath away（監／GooChan、周錫漢編） - Nancy Kwai - Never mind（監／周錫漢、葉澍暉編） - sica - 天氣之女（曲／監／Dick Wong、周錫漢編） - sica - be friend ok?（監／周錫漢、TonYnoT編） - sica - 再見有時（監／周錫漢、黃兆銘編） - 震東 - Anytime is Happy Hour（天衡、周錫漢編） - 周柏豪 - 小船大海（周錫漢、黃兆銘、天衡編／周錫漢、周柏豪監） - 周柏豪 - 敬老爸（周錫漢、黃兆銘、天衡編／周錫漢、周柏豪監） - 周吉佩 - 你是我唯一的（監／Jacky Chui、周錫漢曲） - 洪嘉豪 - 洗面（監／黃兆銘、周錫漢編） - 洪嘉豪 - 只要你不尷尬（編／監） | - 張蔓姿 - 為民除害（監／hirsk、周錫漢編） - 張蔓莎 - 自動登入（監／周錫漢、葉澍暉編） - 陳泳伽 - 奇異小姐（監／周錫漢、黃兆銘編） - 馮允謙 - 給你幸福 所以幸福（監／周錫漢、黃兆銘編） - 黃明德 - 會議終結者（監） - 黃筠兒 - 我不好（曲／監） - 詹天文 - 大雕刻家（監） - 戴祖儀 - 由他（編／監） - 謝東閔 - 同在（曲／編／監） - 蘇麗珊 - 一下子就不愛（編／監） - 蘇麗珊 - 逃避雖可恥但有用（監） |

### 2024年
| - ANSONBEAN - ONE DANCE（監） - ANSONBEAN - ONE DANCE（English Version）（監） - sica - 經痛不及我心痛（監） - sica - 外星少女失語症（曲／監） - sica - 我們只有一往直前（監） - sica - JET-51CA（曲／監） - sica、周國賢 - 再見有時（重逢版）（編／監） - Tim@Dear Jane - That's Okay（監） - 邱士縉 - 測謊（監） - 冼靖峰 - 無意冒犯（監） - 周柏豪 - 里程碑（周錫漢、周柏豪監） - 周柏豪 - 12號（周錫漢、周柏豪監） - 周柏豪 Feat. ICE楊長青 - 里程碑（國語版）（周錫漢、周柏豪監） | - 姚焯菲 - 至少他不似你（曲／監） - 洪嘉豪 - 拆禮物的孩子（監／陳思翰、周錫漢編） - 洪嘉豪 - 明星示範生（監） - 洪嘉豪 - Truth or Dare（監） - 洪嘉豪 - 預言家（監） - 洪嘉豪 - 離永遠只差一點（曲／監／周錫漢、黃兆銘編） - 許廷鏗 - 聆聽世界這分鐘（監） - 許廷鏗 - 自然光（監） - 馮允謙 - 你是我的回憶殺（監） - 葉振弘 - 半途而廢手冊（監／周錫漢、黃兆銘編） - 歐鎮灝 - BF（監） - 麗 英 - 解咒說明書（監） |

### 2025年
| - Amy Lo - 白牆（監） - MC張天賦 - 狼狽（曲／監） - Nancy Kwai - I tried…（監） - Robynn Yip - 一顆月亮的故事（監） - sica - 迷途時發吽哣（監） | - 洪嘉豪 - 閃光（洪嘉豪、周錫漢監） - 洪嘉豪 - 親愛的（監／周錫漢、葉澍暉編） - 連詩雅 - 人生使用說明（監） - 雲浩影 - 雲的自述（監） - 馮允謙 - She Don't Love Me Anymore（周錫漢、Dick Wong編／周錫漢、馮允謙監） |

## 參與節目
- 2021年：聲夢傳奇
- 2021年：開心大綜藝（結他手演出，6月20日）

## 獎項
- 新城勁爆頒獎禮2017 - 勁爆監製《天網》(主唱：周柏豪)